# Balázs Ildikó
Balázs Ildikó (Marosvásárhely, 1965. május 13. –) Wass Albert-díjas és Wass Albert Örökség Díjas magyar író, újságíró, fordító. Budapesten él.

## Életútja
Balázs András és Berei Soó Éva Erzsébet gyermeke. Szülővárosában érettségizett. Szabó Jenő újságíró unokája. Felsőfokú tanulmányait a Kolozsvári Egyetemen kezdte meg, 1988-ban áttelepült Magyarországra, és a debreceni Kossuth Lajos Tudományegyetemen magyar-német szakos középiskolai tanári diplomát szerzett. Tanított Sárospatakon, Egerben, Nyíregyházán, majd Budapesten.

## Tudományos és irodalmi tevékenység
Több kötet, mintegy negyven tanulmány és számos könyvismertető szerzője. Rövidprózái, esszéi megjelentek a Várad, Zempléni Múzsa, Népújság, Spanyolnátha, az ausztriai Driesch, Pannonisches Jahrbuch, Reibeisen című irodalmi, társadalmi, tudományos lapokban.
2009-ben a Debreceni Egyetem Irodalomtudományok Doktoriskolájában megvédte doktori disszertációját Wass Albert erdélyi korszaka 1923-1944 címen.
Külső munkatársként dolgozott az Erdélyi Napló (Nagyvárad, Románia), Észak-Magyarország, Népújság (Maros megyei napilap), Szerencsi Hírek, Patak és Vidéke, Sárospataki Hírlap című lapoknál. Több mint 300 újságcikk  szerzője. Válogatott publicisztikája két kötetben jelent meg.

### Kötetei
- Egy értelmezési lehetőség: Sütő András Advent a Hargitán című drámájának motívumrendszere. Szakdolgozat. Debrecen, 1994.
- Értarcsa helynevei. Debrecen, 1994.
- Sárospatak kocsmái. Előszó János István. Miskolc: Felsőmagyarország Kiadó, 2003. 161.
- Wass Albert életmű-bibliográfia 1923-2003. Pomáz: Kráter Műhely Egyesület, 2004. 208.
- Utazások a katedra körül. Válogatott publicisztika. Szerk. Reszler Gábor. Miskolc: Felsőmagyarország Kiadó, 2010. 154.
- Wass Albert erdélyi korszaka (1923-1944). Marosvásárhely: Mentor Kiadó, 2010. 345.
- Egy értelmezési lehetőség: Sütő András Advent a Hargitán című drámájának motívumrendszere. Magyar Elektronikus Könyvtára. 2012. 110.
- Magyar sajtókarrier. Előszó Reszler Gábor. Magyar Elektronikus Könyvtár, 2013. 238.
- Utazásaim Rőt Macskával. Lélekregény. Esszék. Magyar Elektronikus Könyvtár. 2014. 340.
- A tűzdobáló. Utazások régi életeimbe. Budapest: Underground Kiadó. 2014. 232.
- "Látható az Isten". Wass Albert hitvilága. Előszó Bertha Zoltán. Budapest: MyBook, 2018. 281.
- A tűzdobáló. Utazások régi életeimbe. E-book. Előszó: Faluvégi Anna. Borítóterv: Deák Lea. Underground Kiadó, 2019

### Műfordítások
Németről magyarra fordította Christl Greller osztrák írónőt, Nahid Bagheri-Goldschmied Bécsben élő perzsa írónőt, ill. Hellmut Seiler erdélyi szász költőt.
- Erich von Däniken: A földönkívüli látogatók nyomai – Újabb jelek a kozmoszból. Debrecen, LAP-ICS Kiadó, 1995. 445.
- Christl Greller: Törések: versek. Miskolc: Felsőmagyarország Kiadó, 2002. 72.
- Christl Greller: A pillangólábú. Miskolc: Felsőmagyarország Kiadó, 2004. 127.
- Christl Greller: zartART. Mozart inspirációk, impressziók, interpretációk CD-melléklettel. A fordító utószavával. Felsőmagyarország kiadó, 2013. 64.

### Antológiák
- Az eltérített felvonó: a marosvásárhelyi Súrlott Grádics irodalmi kör antológiája: 2005-2010. Szerk. Bölöni Domokos. Cluj-Napoca: Kriterion, 2011.
- Karc – az utolsó ecsetvonás: A 2015. évi Gion Nándor Novellapályázat antológiája. Szerk. Horváth Futó Hargita. Újvidék: Forum; Szenttamás: Gion Nándor Emlékház, 2016.

### Elismerések, díjak
- 2005: Wass Albert-díj[halott link]
- 2018: Wass Albert Örökség Díj
- Több esszé-, irodalmi és újságírói pályázat nyertese (Ratkó József Vers- és Prózamondó Verseny esszépályázat, Magyar Közélet riportpályázat, Tollinga művészeti pályázatok),
- A Sárospataki Református Kollégium Tudományos Gyűjteményei Nagykönyvtárá nak Wass Albert-pályázata

## Külső hivatkozások
- Magyar Elektronikus Könyvtár
- http://www.wassalbert.eu Archiválva 2016. december 28-i dátummal a Wayback Machine-ben
- https://web.archive.org/web/20190413003524/http://www.wassalbert.linkpark.hu/
- Akinek Wass Albert több mint olvasmány. In: Fábián Tibor: Wass Albert interjúfolyam
- https://web.archive.org/web/20160324210648/http://www.rotmacska.gportal.hu/
- Varga Sándor Márton: Amire meghív az élet. Bátor Újrakezdők, 2020. szeptember.